# Градус Рёмера
Не следует путать с градусом Реомюра.
Градус Рёмера (°Rø) — неиспользуемая ныне единица температуры.
Температурная шкала Рёмера была создана в 1701 году датским астрономом Оле Кристенсеном Рёмером. Она стала прообразом шкалы Фаренгейта, который посещал Рёмера в 1708 году.
За нуль градусов берётся температура замерзания солёной воды. Вторая реперная точка — температура человеческого тела (30 градусов по измерениям Рёмера, то есть 42 °C). Тогда температура замерзания пресной воды получается как 7,5 градусов (1/8 шкалы), а температура кипения воды — 60 градусов. Таким образом, шкала Рёмера — 60-градусная. Такой выбор, по-видимому, объясняется тем, что Рёмер прежде всего астроном, а число 60 было краеугольным камнем астрономии со времён Вавилона.
Формула для перевода градусов Рёмера в градусы Цельсия и обратно:
°C = {\displaystyle {\frac {40}{21}}}(°Rø − 7,5)
°Rø = {\displaystyle {\frac {21}{40}}}°C + 7,5